# Список космических запусков СССР в 1957 году
Список космических запусков СССР в 1957 году
| Дата      | Ракета-носитель | Полезная нагрузка (тип) | Космодром/Стартовый комплекс | SCD/NSSDC ID      | Результат |
| --------- | --------------- | ----------------------- | ---------------------------- | ----------------- | --------- |
| 4 октября | 8К71ПС          | ПС-1                    | Байконур 1/5                 | 00002 / 1957-001B | Успех     |
| 3 ноября  | 8К71ПС          | ПС-2                    | Байконур 1/5                 | 00003 / 1957-002A | Успех     |